# Língua luba
O luba, também chamado luba-cassai e luba-lulua e, na própria língua, cilubà, é uma língua bantas falada na República Democrática do Congo, onde tem o estatuto de língua nacional.

## Classificação
O luba pertence ao grupo banto das línguas nigero-congolesas. É a língua do povo luba.

## Distribuição geográfica

Distribuição geográfica do luba junto a outras línguas da República Democrática do Congo

O luba é falado por aproximadamente 6.3 milhões de pessoas nas províncias Cassai Ocidental e Cassai Oriental na República Democrática do Congo.

### Dialetos
Há uma importante diferença dialética entre the Região Cassai Leste (povo luba) e a Região Cassai Oeste (bena lulua).

## Vocabulário
Uma palavra banta identificada em junho de 2004 pela Today's Translations, uma companhia de tradução britânica, foi identificada como a mais intraduzível do mundo: ilunga, que na língua luba, significa "uma pessoa que está disposta a perdoar qualquer maltrato pela primeira vez, a tolerar o mesmo pela segunda vez, mas nunca pela terceira". No entanto, é mais provável que se trate de um nome pessoal do que uma palavra em si.

## Alfabeto
A língua luba utiliza o alfabeto latino sem as letras H, Q, nem X. Apresenta os encontros consonantais Ny, Ng e Sh.

## Amostra de texto
Bantu bonsu badi baledibwa badikadile ne badi ne makokeshi amwe. Badi ne lungenyi lwa bumuntu ne kondo ka moyo, badi ne bwa kwenzelangana malu mu buwetu.
Tradução
Todos seres humanos nascem livres e iguais em dignidade e direitos. São providos de razão e consciência e devem agir uns em relação aos outros num espírito de fraternidade
(Artigo 1 - Declaração Universal dos Direitos Humanos)